# Jessica López
Jessica Brizeida López Arocha, (22 de gener de 1986) és una destacada esportista veneçolana de l'especialitat de gimnàstica artística. Va competir als Jocs Olímpics de Pequín 2008, el 2009 va competir al Campionat Mundial de gimnàstica artística 2009. Al març 2010 va guanyar la medalla de bronze en la copa nord-americana Tyson. A més va ser campiona sud-americana a Medellín 2010, campiona de Centreamèrica i del Carib en Mayagüez 2010 i campiona mundial Moscou 2011.

## Trajectòria
La trajectòria esportiva de Jessica López s'identifica per la seva participació en els següents esdeveniments nacionals i internacionals.

### Jocs Sud-americans
Va ser reconegut el seu triomf de ser la tercera esportista amb el major nombre de medalles de la selecció de  Veneçuela als jocs de Medellín 2010.

#### Jocs Sud-americans de Medellín 2010
El seu acompliment en la novena edició dels jocs, es va identificar per ser la desena octava esportista amb el major nombre de medalles entre tots els participants de l'esdeveniment, amb un total de 5 medalles:

- , Medalla d'or: Exercici de Pis Dones
- , Medalla d'or: Gimnàstica Artística Barres Asimètriques Dones
- , Medalla d'or: Gimnàstica Artística Escombrada Fixa Dones
- , Medalla d'or: Gimnàstica Artística All-Around Individual Dones
- , Medalla de bronze: Gimnàstica Artística Equip Dones

### Jocs Centreamericans i del Carib
Va ser reconegut el seu acompliment com a part de la selecció de  Veneçuelaals jocs de Mayagüez 2010.

#### Jocs Centreamericans i del Carib de Mayagüez 2010
El seu acompliment en la vintena primera edició dels jocs, es va identificar per obtenir un total de 6 medalles:

- , Medalla d'or: Barres
- , Medalla d'or: Individual
- , Medalla de plata: Equips
- , Medalla de bronze: Cavall
- , Medalla de bronze: Sòl
- , Medalla de bronze: Biga

Jessica López medalla d'or en barres asimètrica i bronze en pis en el Mundial de Moscou, Rússia 2011.
També Jessica López és Medalla d'Or en la Copa de Seul en mans lliures i Medalla de Bronze en Barres Asimètriques i a més va aconseguir la Medalla d'Or en individuals en el pis en la Copa del Món de Corea 2011.